# Ronnie James Dio
Ronnie James Dio, ameriški rock pevec, tekstopisec in glasbenik, * 10. julij 1942, New Hampshire, ZDA, † 16. maj 2010, Los Angeles.
Najbolj je bil poznan kot glavni pevec in tekstopisec v skupinah Dio, Rainbow in Black Sabbath.